# Râul Hurez
Râul Hurez este un afluent al râului Olt. 